# Helena Hauff
Helena Hauff és una DJ i productora alemanya resident a Hamburg. És considerada una de les figures fonamentals de l'escena del techno, gènere que combina amb elements del neo-gòtic, l'EMB, l'acid house i la música industrial.